# Манманы
Манманы — ручей на полуострове Камчатка в России. Протекает по территории Быстринского района. Длина ручья — 10 км.
Начинается на восточном склоне Козыревского хребта. Течёт в общем северо-восточном направлении по местности, поросшей берёзово-ольховым лесом. Впадает в реку Тополовая справа на расстоянии 35 км от её устья.
По данным государственного водного реестра России относится к Анадыро-Колымскому бассейновому округу.
- Код водного объекта — 19070000112120000015103[3].